# Staatsinrichting van Duitsland

Het politieke stelsel van Duitsland volgens de grondwet van 1949

De staatsinrichting van Duitsland kan worden beschreven volgens de gebieden van de drie machten: wetgevende macht, uitvoerende macht en het juridische stelsel. In de praktijk echter kan een organ taken op verschillende gebieden uitvoeren.
De huidige staatsinrichting van de Bondsrepubliek Duitsland is gebaseerd op de federale grondwet van 1949. Er zijn maar weinig belangrijke veranderingen aan die basis gekomen. Bijvoorbeeld hebben sommige grote deelstaten in 1990 meer leden in de Bondsraad gekregen.

## Wetgevende macht

### Bondsdag
De Bondsdag (minstens 598 zetels, maar meer zijn mogelijk - actueel (vanaf 2009 tot 2013) 611 zetels) wordt gekozen via een algemene volksstemming (stemrecht vanaf 18 jaar) onder een systeem dat directe en proportionele vertegenwoordiging combineert. Er wordt een kiesdrempel van 5% gehanteerd (uitgezonderd wanneer een partij drie directe mandaten haalt). Leden worden gekozen voor een periode van vier jaar.

### Bondsraad
De Bondsraad is de nationale vertegenwoordiging van de 16 deelstaten. De leden, 69 in totaal, worden door de deelstaatregeringen aangeduid. Elke staat heeft 3 tot 6 leden of stemmen, afhankelijk van het aantal inwoners; delegaties van één staat zijn verplicht en bloc te stemmen.
De bondsraad kent geen legislatuurperiodes, het is een permanent orgaan. De politieke samenstelling varieert afhankelijk van de resultaten van de deelstaatverkiezingen en de daaruit voortvloeiende coalities in de deelstaten.

### Vermittlungsausschuss
Om conflicten inzake wetgeving tussen bondsdag en bondsraad op te lossen is er een gemeenschappelijke commissie in het leven geroepen: de "Vermittlungsausschuss".

## Uitvoerende macht

### Staatshoofd
De bondspresident (Duits: Bundespräsident) is het staatshoofd van de Bondsrepubliek Duitsland. De functie van bondspresident is voornamelijk ceremonieel; de feitelijke uitvoerende macht ligt bij de regering, onder leiding van de bondskanselier.
De president wordt door de bondsvergadering, een vergadering die bestaat uit alle leden van de Bondsdag en een gelijk aantal afgevaardigden die door de deelstaatparlementen gekozen zijn, voor een periode van vijf jaar verkozen.
De huidige bondspresident, de SPD-politicus Frank-Walter Steinmeier, werd op 12 februari 2017 door de bondsvergadering met ruime meerderheid tot president van Duitsland gekozen als opvolger van Joachim Gauck.

### Regering
De federale regering of bondsregering staat uit de bondskanselier en de bondsministers. De kanselier wordt door de Bondsdag met (absolute) meerderheid verkozen. De bondspresident benoemt dan de kanselier, en op voorstel van de kanselier benoemt de bondspresident dan de ministers.

## Juridisch systeem
In juridische zin is de Federale Grondwettelijke rechtbank, (het Bundesverfassungsgericht) de hoogste instantie in Duitsland. De helft van de rechters worden gekozen door de Bondsdag en de andere helft door de Bondsraad.